# Abreha Girma
Abreha Girma – etiopski piłkarz grający na pozycji napastnika. W swojej karierze grał w reprezentacji Etiopii.

## Kariera reprezentacyjna
W 1982 roku Girma został powołany do reprezentacji Etiopii na Puchar Narodów Afryki 1982. Zagrał na nim w jednym meczu grupowym z Zambią (0:1).